# عين الذيب (مادبا)
عين الذيب منطقة سكنية تقع في لواء قصبة مادبا، محافظة مادبا في الأردن. تنتمي المنطقة لقضاء ماعين الذي يضم 5 مناطق. يقدر عدد سكانها بـ 6 نسمة حسب إحصاء 2015.

## الوصلات الخارجية
- دائرة الاحصاءات العامة